# Дипломатически мисии на България
България има в чужбина следните дипломатически представителства
- 76 посолства, акредитирани за 139 държави;
- 7 постоянни представителства;
- 1 дипломатическо бюро;
- 20 генерални консулства;
- 2 консулство;
- 1 консулска канцелария;
- 120 почетни консулства, в 72 държави.

## Постоянни представителства
| организация     | седалище  | представител            | длъжност               | дата на връчване на акредитивни писма | указ                                        |
| --------------- | --------- | ----------------------- | ---------------------- | ------------------------------------- | ------------------------------------------- |
| Европейски съюз | Брюксел   | Румен Александров       | постоянен представител |                                       | Указ 229, ДВ. Бр. 75 от 10 септември 2021   |
| Съвет на Европа | Страсбург | Мария Спасова           | постоянен представител | 11 януари 2021 г.                     | Указ 219, ДВ. Бр. 95 от 6 ноември 2020      |
| НАТО            | Брюксел   | Николай Милков          | постоянен представител | 9 май 2023 г.                         | Указ 52, ДВ. бр. 39 от 2 май 2023 г.        |
| ООН             | Ню Йорк   | Лъчезара Стоева         | постоянен представител | 22 февруари 2021 г.                   | Указ 221, ДВ. Бр. 95 от 6 ноември 2020      |
| ООН             | Женева    | Юрий Щерк               | постоянен представител | 15 декември 2020 г.                   | Указ 252, ДВ. Бр. 103 от 4 декември 2020 г. |
| ОССЕ            | Виена     | Емилия Кралева          | постоянен представител | 12 септември 2019 г.                  | Указ 33, ДВ. Бр. 18 от 1 март 2019          |
| ЮНЕСКО          | Париж     | Радка Балабанова-Рулева | постоянен представител | 21 март 2024 г.                       | Указ 12, ДВ. Бр. 9 от 30 януари 2024 г.     |
| ФАО             | Рим       | Иво Мускуров            | постоянен представител | 1 деквмври 2022 г.                    |                                             |
| ASEAN           | Джакарта  | Таня Димитрова*         | постоянен представител | 24 март 2025 г.                       | Указ 286, ДВ. Бр. 105 от 13 декември 2024   |

- Таня Димитрова е също така извънреден и пълномощен посланик на Република България в Република Индонезия

## Посолства

### Европа
| държава                   | седалище        | представител                    | длъжност                         | дата на връчване на акредитивни писма  | указ                                         |
| ------------------------- | --------------- | ------------------------------- | -------------------------------- | -------------------------------------- | -------------------------------------------- |
| Австрия                   | Виена           | Десислава Найденова-Господинова | извънреден и пълномощен посланик | 9 март 2023 г.                         | Указ 248, ДВ. Бр.86 от 28 октомври 2022      |
| Азербайджан               | Баку            | Руслан Стоянов                  | извънреден и пълномощен посланик | 7 март 2023 г.                         | Указ 264, ДВ. Бр.95 от 29 ноември 2022       |
| Албания                   | Тирана          | Ивайло Киров                    | извънреден и пълномощен посланик | 20 февруари 2023 г.                    | Указ 300, ДВ. Бр. 102 от 23 декември 2022    |
| Армения                   | Ереван          |                                 | извънреден и пълномощен посланик |                                        | [ 23 ]                                       |
| Беларус                   | Минск           | (Георги Василев)                | извънреден и пълномощен посланик | 12 септември 2019 г.                   | Указ 93, ДВ. бр. 38 от 10 май 2019           |
| Белгия                    | Брюксел         | (Пламен Бончев)                 | извънреден и пълномощен посланик | 6 октомври 2020 г.                     | Указ 74, ДВ. Бр.31 от 1 април 2020           |
| Люксембург                | Брюксел, Белгия | (Пламен Бончев)                 | извънреден и пълномощен посланик | 27 януари 2021 г.                      | Указ 146, бр. 67 от 28 юли 2020              |
| Босна и Херцеговина       | Сараево         | Валери Йотов                    | извънреден и пълномощен посланик | 6 юни 2022 г.                          | Указ 120, бр. 32 от 26 април 2022            |
| Ватикан                   | Ватикан         | Костадин Коджабашев             | извънреден и пълномощен посланик | 16 ноември 2023 г.                     | Указ 74, ДВ. 50 от 9 юни 2023                |
| Суверенен Малтийски орден | Ватикан         | Костадин Коджабашев             | извънреден и пълномощен посланик | 5 декември 2023 г.                     | Указ 149, ДВ. 68 от 8 август 2023            |
| Великобритания            | Лондон          | Тихомир Стойчев                 | извънреден и пълномощен посланик | 05 декември 2024                       | Указ 22, ДВ. Бр. 12 от 9 февруари 2024 г.    |
| Германия                  | Берлин          | Григор Порожанов                | извънреден и пълномощен посланик | 26 септември 2023 г.                   | Указ 55, ДВ. Бр. 46 от 26 май 2023           |
| Грузия                    | Тбилиси         | Веселин Вълканов                | извънреден и пълномощен посланик | 14 юли 2022 г.                         | Указ 50, ДВ. Бр. 12 от 11 февруари 2022      |
| Гърция                    | Атина           | Валентин Порязов                | извънреден и пълномощен посланик | 28 септември 2018 г.                   | Указ 166, ДВ. бр. 55 от 3 юли 2018           |
| Дания                     | Копенхаген      | Драгомир Заков                  | извънреден и пълномощен посланик | 19 септември 2024 г.                   | Указ 148, ДВ. бр. 43 от 17 май 2024          |
| Ирландия                  | Дъблин          | Ваня Андреева-Малакова          | извънреден и пълномощен посланик | 30 септември 2023 г.                   | Указ 76, ДВ. Бр. 52 от 16 юни 2023           |
| Испания                   | Мадрид          | Алексей Андреев                 | извънреден и пълномощен посланик | 26 април 2021 г.                       | Указ 47, ДВ. Бр.17 от 26 февруари 2021       |
| Андора                    | Мадрид, Испания | Алексей Андреев                 | извънреден и пълномощен посланик | 5 ноември 2021 г. и 13 ноември 2023 г. | Указ 156, ДВ. Бр. 52 от 22 юни 2021 г.       |
| Италия                    | Рим             | (Тодор Стоянов)                 | извънреден и пълномощен посланик | 8 март 2019 г.                         | Указ 274, ДВ бр. 99 от 30 ноември 2018       |
| Малта                     | Рим, Италия     | (Тодор Стоянов)                 | извънреден и пълномощен посланик | 26 юни 2019 г.                         | Указ 9, ДВ. Бр.8 от 25 януари 2019           |
| Сан Марино                | Рим, Италия     | (Тодор Стоянов)                 | извънреден и пълномощен посланик | 31 май 2019 г.                         | Указ 7, ДВ. Бр.5 от 15 януари 2019           |
| Кипър                     | Никозия         | Недялчо Данчев                  | извънреден и пълномощен посланик | 11 април 2023 г.                       | Указ 286, ДВ. Бр. 101 от 20 декември 2022 г. |
| Косово                    | Прищина         | Христо Краевски                 | извънреден и пълномощен посланик | 27 март 2025 г.                        | Указ 292, ДВ. бр. 3 от 10 януари 2025        |
| Северна Македония         | Скопие          | Желязко Радуков                 | извънреден и пълномощен посланик | 10 септември 2024 г.                   | Указ 158, ДВ. Бр.52 от 18 юни 2024           |
| Молдова                   | Кишинев         | Мая Добрева                     | извънреден и пълномощен посланик | 15 септември 2023 г.                   | Указ 68, ДВ. бр. 49 от 6 юни 2023            |
| Нидерландия               | Хага            | Константин Димитров             | извънреден и пълномощен посланик | 18 март 2021 г.                        | Указ 274, ДВ. бр. 108 от 22 декември 2020    |
| Норвегия                  | Осло            | Десислава Иванова-Козлева       | извънреден и пълномощен посланик | 31 август 2023 г.                      | Указ 57, ДВ. Бр.46 от 26 май 2023            |
| Исландия                  | Осло, Норвегия  | Десислава Иванова-Козлева       | извънреден и пълномощен посланик | 17 октомври 2023 г.                    | Указ 132, ДВ. Бр. 63 от 25 юли 2023          |
| Полша                     | Варшава         | Маргарита Ганева                | извънреден и пълномощен посланик | 19 май 2021 г.                         | Указ 28, ДВ. Бр. 10 от 5 февруари 2021       |
| Португалия                | Лисабон         | Иван Найденов                   | извънреден и пълномощен посланик | 4 март 2021 г.                         | Указ 20, ДВ. бр. 9 от 2 февруари 2021        |
| Румъния                   | Букурещ         | Радко Влайков                   | извънреден и пълномощен посланик | 6 май 2022 г.                          | Указ 4, ДВ. бр. 8 от 28 януари 2022          |
| Русия                     | Москва          | Атанас Кръстин                  | извънреден и пълномощен посланик | 11 октомври 2018 г.                    | Указ 179, ДВ. Бр. 57 от 10 юли 2018          |
| Словакия                  | Братислава      | Васил Петков                    | извънреден и пълномощен посланик | 27 април 2021 г.                       | Указ 11, ДВ. Бр.8 от 29 януари 2021 г.       |
| Словения                  | Любляна         | Красимир Божанов                | извънреден и пълномощен посланик | 9 октомври 2023 г.                     | Указ 72, ДВ. Бр. 50 от 9 юни 2023            |
| Сърбия                    | Белград         | Петко Дойков                    | извънреден и пълномощен посланик | 7 април 2021 г.                        | Указ 4, ДВ. Бр. 4 от 15 януари 2021          |
| Турция                    | Анкара          | Ангел Чолаков                   | извънреден и пълномощен посланик | 11 март 2021 г.                        | Указ 2, ДВ. бр. 4 от 15 януари 2021          |
| Украйна                   | Киев            |                                 | извънреден и пълномощен посланик |                                        | [ 87 ]                                       |
| Унгария                   | Будапеща        | Христо Полендаков               | извънреден и пълномощен посланик | 21 април 2021 г.                       | Указ 6, ДВ. бр. 4 от 15 януари 2021          |
| Финландия                 | Хелзинки        | Нина Симова                     | извънреден и пълномощен посланик | 16 април 2021 г.                       | Указ 47, ДВ. Бр.17 от 26 февруари 2021       |
| Франция                   | Париж           | Радка Балабанова-Рулева         | извънреден и пълномощен посланик | 13 декември 2024 г.                    | Указ 218, ДВ. Бр.104 от 15 декември 2023     |
| Монако                    | Париж, Франция  | Радка Балабанова-Рулева         | извънреден и пълномощен посланик |                                        | Указ 268, ДВ. Бр.100 от 26 ноември 2024      |
| Хърватия                  | Загреб          | Ива Крулева                     | извънреден и пълномощен посланик | 31 август 2023 г.                      | Указ 86, ДВ. Бр.52 от 16 юни 2023            |
| Черна гора                | Подгорица       | Стефан Димитров                 | извънреден и пълномощен посланик | 1 февруари 2023 г.                     | Указ 284, ДВ. бр. 101 от 20 декември 2022 г. |
| Чехия                     | Прага           | Данчо Мичев                     | извънреден и пълномощен посланик | 4 април 2023 г.                        | Указ 257, ДВ. бр.93 от 22 ноември 2022       |
| Швейцария                 | Берн            | Ради Найденов                   | извънреден и пълномощен посланик | 21 май 2019 г.                         | Указ 65, ДВ. Бр.28 от 5 април 2019           |
| Лихтенщайн                | Берн, Швейцария | Ради Найденов                   | извънреден и пълномощен посланик | 27 юни 2019 г.                         | Указ 65, ДВ. Бр.28 от 5 април 2019           |
| Швеция                    | Стокхолм        | Светлана Стойчева-Етрополски    | извънреден и пълномощен посланик | 9 ноември 2023 г.                      | Указ 89, ДВ. бр.53 от 20 юни 2023            |
| Естония                   | София, България | Селвер Халил                    | извънреден и пълномощен посланик | 25 май 2021 г.                         | Указ 23, ДВ. Бр. 9 от 2 февруари 2021        |
| Латвия                    | София, България | Селвер Халил                    | извънреден и пълномощен посланик | 5 юли 2021 г.                          | Указ 47, ДВ. Бр.17 от 26 февруари 2021       |
| Литва                     | София, България | Селвер Халил                    | извънреден и пълномощен посланик | 28 септември 2021 г.                   | Указ 30, ДВ. Бр. 10 от 5 февруари 2021       |

### Азия
| държава                    | седалище               | представител                    | длъжност                                     | дата на връчване на акредитивни писма | указ                                       |
| -------------------------- | ---------------------- | ------------------------------- | -------------------------------------------- | ------------------------------------- | ------------------------------------------ |
| Афганистан*                | София, България        | Иван Котов                      | извънреден и пълномощен посланик             |                                       | Указ 38, ДВ. Бр. 20 от 8 март 2019         |
| Виетнам                    | Ханой                  | Павлин Тодоров                  | извънреден и пълномощен посланик             | 26 септември 2023 г.                  | Указ 78, ДВ. Бр. 52 от 16 юни 2023         |
| Камбоджа                   | Ханой, Виетнам         | Павлин Тодоров                  | извънреден и пълномощен посланик             |                                       | Указ 270, ДВ. Бр. 100 от 26 ноември 2024   |
| Мианмар                    | Ханой, Виетнам         |                                 | извънреден и пълномощен посланик             |                                       | [ 115 ]                                    |
| Лаос                       | Ханой, Виетнам         | Павлин Тодоров                  | извънреден и пълномощен посланик             |                                       | Указ 255, ДВ. Бр. 90 от 25 октомври 2024   |
| Филипини                   | Ханой, Виетнам         | Павлин Тодоров                  | извънреден и пълномощен посланик             |                                       | Указ 253, ДВ. Бр. 90 от 25 октомври 2024   |
| Израел                     | Тел Авив               | Славена Гергова                 | извънреден и пълномощен посланик             | 24 октомври 2023 г.                   | Указ 66, ДВ бр. 49 от 6 юни 2023           |
| Индия                      | Ню Делхи               | Николай Янков                   | извънреден и пълномощен посланик             | 23 октомври 2023 г.                   | Указ 101, ДВ. бр.55 от 27 юни 2023         |
| Бангладеш                  | Ню Делхи, Индия        | Николай Янков                   | извънреден и пълномощен посланик             |                                       | Указ 233, ДВ. бр. 81 от 24 септември 2024  |
| Малдиви                    | Ню Делхи, Индия        | Николай Янков                   | извънреден и пълномощен посланик             |                                       | Указ 146, ДВ. бр.43 от 17 май 2024         |
| Непал                      | Ню Делхи, Индия        | Николай Янков                   | извънреден и пълномощен посланик             | 30 май 2024 г.                        | Указ 79, ДВ. бр. 27 от 29 март 2024        |
| Шри Ланка                  | Ню Делхи, Индия        | Николай Янков                   | извънреден и пълномощен посланик             | 5 юни 2024 г.                         | Указ 77, ДВ. бр. 27 от 29 март 2024        |
| Индонезия                  | Джакарта               | Таня Димитрова                  | извънреден и пълномощен посланик             | 8 август 2024 г.                      | Указ 122, ДВ. Бр. 38 от 30 април 2024      |
| Бруней                     | Джакарта, Индонезия    | Таня Димитрова                  | извънреден и пълномощен посланик             |                                       | Указ 284, ДВ. Бр. 105 от 13 декември 2024  |
| Източен Тимор              | Джакарта, Индонезия    | Таня Димитрова                  | извънреден и пълномощен посланик             | 19 февруари 2025 г.                   | Указ 18, ДВ. Бр. 12 от 11 февруари 2025    |
| Малайзия                   | Джакарта, Индонезия    | Таня Димитрова                  | извънреден и пълномощен посланик             |                                       | Указ 2, ДВ. Бр. 3 от 10 януари 2025        |
| Сингапур                   | Джакарта, Индонезия    | Таня Димитрова                  | извънреден и пълномощен посланик             |                                       | Указ 20, ДВ. Бр. 13 от 18 февруари 2025    |
| Ирак                       | Багдад                 | Никола Драганов                 | временно управляващ                          |                                       |                                            |
| Иран                       | Техеран                | Николина Кунева                 | извънреден и пълномощен посланик             | 24 юни 2020 г.                        | Указ 3, ДВ. Бр. 7 от 24 януари 2020        |
| Йордания                   | Аман                   | Метин Казак                     | извънреден и пълномощен посланик             | 3 декември 2023 г.                    | Указ 59, ДВ. Бр. 46 от 26 май 2023         |
| Казахстан                  | Астана                 | Боян Хаджиев                    | извънреден и пълномощен посланик             | 27 февруари 2020 г.                   | Указ 265, ДВ. Бр. 94 от 29 ноември 2019    |
| Катар                      | Доха                   | Пламен Делев                    | извънреден и пълномощен посланик             | 12 август 2020 г.                     | Указ 57, ДВ. Бр. 22 от 13 март 2020        |
| Оман                       | Доха, Катар            | (Метин Казак)                   | извънреден и пълномощен посланик             |                                       | Указ 231, ДВ. Бр.95 от 8 декември 2015     |
| Китай                      | Пекин                  | Андрей Техов                    | извънреден и пълномощен посланик             | 30 януари 2024 г.                     | Указ 42, ДВ. Бр.20 от 3 март 2023          |
| Северна Корея              | Пекин, Китай           | Андрей Техов                    | извънреден и пълномощен посланик             |                                       | Указ 183, ДВ. Бр. 65 от 2 август 2024      |
| Монголия*                  | Пекин, Китай           | (Пламен Шукюрлиев)              | извънреден и пълномощен посланик             |                                       | Указ 17 ДВ. Бр 14 от 12 февруари 2013      |
| Кувейт                     | Кувейт                 | Димитър Димитров                | извънреден и пълномощен посланик             | 25 май 2021 г.                        | Указ 45, ДВ. Бр. 17 от 26 февруари 2021    |
| Ливан                      | Бейрут                 | Ясен Томов                      | извънреден и пълномощен посланик             | 11 март 2025 г.                       | Указ 94, ДВ. Бр.54 от 23 юни 2023 г.       |
| Обединени арабски емирства | Абу Даби               | Иван Йорданов                   | извънреден и пълномощен посланик             | агрее                                 | Указ 260, ДВ. Бр.94 от 25 ноември 2022 г.  |
| Пакистан                   | Исламабад              | Ирена Ганчева                   | извънреден и пълномощен посланик             | 7 юни 2021 г.                         | Указ 93, ДВ. Бр.24 от 23 март 2021 г.      |
| Палестинска автономия      | Рамалла                | Веселин Делчев                  | управляващ дипломатическото представителство |                                       |                                            |
| Саудитска Арабия           | Рияд                   | Любомир Попов                   | извънреден и пълномощен посланик             | агрее                                 | Указ 276, ДВ. Бр.98 от 9 декември 2022 г.  |
| Бахрейн                    | Рияд, Саудитска Арабия |                                 | извънреден и пълномощен посланик             |                                       | [ 156 ]                                    |
| Сирия                      | Дамаск                 | Пламен Христов                  | Временно управляващ                          |                                       |                                            |
| Туркменистан               | Баку, Азербайджан      | Руслан Стоянов                  | извънреден и пълномощен посланик             | 20 юни 2024 г.                        | Указ 176, ДВ. Бр. 84 от 6 октомври 2023 г. |
| Узбекистан*                | Москва, Русия          | Атанас Кръстин                  | извънреден и пълномощен посланик             | 21 декември 2020 г.                   | Указ 106, ДВ. Бр. 54 от 16 юни 2020        |
| Южна Корея                 | Сеул                   | Петър Крайчев                   | извънреден и пълномощен посланик             | 7 май 2024 г.                         | Указ 4, ДВ. Бр.4 от 12 януари 2024         |
| Япония                     | Токио                  | Мариета Арабаджиева де Дескалси | извънреден и пълномощен посланик             | 14 април 2021 г.                      | Указ 38, ДВ. Бр. 13 от 16 февруари 2021    |

- България има действащи посолства в Узбекистан и Монголия, въпреки че в тези държави са акредатирани посланици със седалище в друга държава.
- Считано от 10 март 2018 г. временно е преустановено прякото дипломатическо присъствие на България в Афганистан поради нанесени сериозни материални щети на сградата на българското посолство в Кабул при мащабния терористичен акт на 31 май 2017 г

### Америка
| държава                | седалище                | представител         | длъжност                         | дата на връчване на акредитивни писма | указ                                        |
| ---------------------- | ----------------------- | -------------------- | -------------------------------- | ------------------------------------- | ------------------------------------------- |
| Аржентина              | Буенос Айрес            | Стоян Михайлов       | извънреден и пълномощен посланик | 5 март 2021 г.                        | Указ 294, ДВ. Бр. 109 от 22 декември 2020   |
| Боливия                | Буенос Айрес, Аржентина | Стоян Михайлов       | извънреден и пълномощен посланик | 30 май 2022 г.                        | Указ 139 ДВ. Бр. 42 от 18 май 2021 г.       |
| Парагвай               | Буенос Айрес, Аржентина | Стоян Михайлов       | извънреден и пълномощен посланик | 28 юни 2022 г.                        | Указ 224, ДВ. Бр. 74 от 7 септември 2021 г. |
| Уругвай                | Буенос Айрес, Аржентина | Стоян Михайлов       | извънреден и пълномощен посланик | 12 юли 2022 г.                        | Указ 137, ДВ. Бр. 42 от 18 май 2021 г.      |
| Чили                   | Буенос Айрес, Аржентина | Стоян Михайлов       | извънреден и пълномощен посланик | 14 юни 2022 г.                        | Указ 116, ДВ. Бр. 42 от 18 май 2021 г.      |
| Бразилия               | Бразилия                | Божидара Сърчаджиева | извънреден и пълномощен посланик | 5 април 2021 г.                       | Указ 266, ДВ. бр. 105 от 11 декември 2020   |
| Венецуела              | Бразилия, Бразилия      |                      | извънреден и пълномощен посланик |                                       | [ 177 ]                                     |
| Гвиана                 | Бразилия, Бразилия      | Божидара Сърчаджиева | извънреден и пълномощен посланик |                                       | Указ 248, ДВ. бр. 79 от 21 септември 2021   |
| Еквадор                | Бразилия, Бразилия      | Божидара Сърчаджиева | извънреден и пълномощен посланик | 14 ноември 2023 г.                    | Указ 229, ДВ. бр. 65 от 12 август 2022      |
| Колумбия               | Бразилия, Бразилия      | Божидара Сърчаджиева | извънреден и пълномощен посланик | 4 май 2022 г.                         | Указ 162, ДВ. бр. 57 от 9 юли 2021          |
| Перу                   | Бразилия, Бразилия      | Божидара Сърчаджиева | извънреден и пълномощен посланик | 8 февруари 2024 г.                    | Указ 186, ДВ. бр. 65 от 6 август 2021       |
| Суринам                | Бразилия, Бразилия      | Божидара Сърчаджиева | извънреден и пълномощен посланик |                                       | Указ 231, ДВ. бр. 65 от 12 август 2022      |
| Канада                 | Отава                   | Пламен Георгиев      | извънреден и пълномощен посланик | 26 юни 2023 г.                        | Указ 33, ДВ. бр. 14, от 10 февруари 2023 г. |
| Куба                   | Хавана                  | Тодор Кънчевски      | извънреден и пълномощен посланик | 8 септември 2021 г.                   | Указ 153, ДВ. Бр. 49 от 11 юни 2021 г.      |
| Доминиканска република | Хавана, Куба            | Тодор Кънчевски      | извънреден и пълномощен посланик | 14 февруари 2023 г.                   | Указ 265, ДВ. Бр. 88 от 22 октомври 2021 г. |
| Ямайка                 | Хавана, Куба            | Тодор Кънчевски      | извънреден и пълномощен посланик | 10 май 2022 г.                        | Указ 278, ДВ. Бр. 97 от 19 ноември 2021 г.  |
| Мексико                | Мексико                 | Милена Иванова       | извънреден и пълномощен посланик | 14 септември 2021 г.                  | Указ 264, ДВ. Бр. 105 от 11 декември 2020   |
| Белиз                  | Мексико, Мексико        | Милена Иванова       | извънреден и пълномощен посланик | 13 декември 2022 г.                   | Указ 97, ДВ. Бр. 24 от 23 март 2021 г.      |
| Гватемала              | Мексико, Мексико        | Милена Иванова       | извънреден и пълномощен посланик | 8 март 2022 г.                        | Указ 99, ДВ. Бр. 24 от 23 март 2021 г.      |
| Коста Рика             | Мексико, Мексико        | Милена Иванова       | извънреден и пълномощен посланик | 28 януари 2022 г.                     | Указ 103, ДВ. Бр. 25 от 26 март 2021 г.     |
| Никарагуа              | Мексико, Мексико        | Милена Иванова       | извънреден и пълномощен посланик |                                       | Указ 63, ДВ. Бр. 18 от 2 март 2021 г.       |
| Панама                 | Мексико, Мексико        | Милена Иванова       | извънреден и пълномощен посланик | 23 август 2022 г.                     | Указ 106, ДВ. Бр. 27 от 2 април 2021 г.     |
| Салвадор               | Мексико, Мексико        | Милена Иванова       | извънреден и пълномощен посланик | 25 февруари 2022 г.                   | Указ 175, ДВ. Бр. 60 от 20 юли 2021 г.      |
| Хондурас               | Мексико, Мексико        | Милена Иванова       | извънреден и пълномощен посланик | 28 юли 2022 г.                        | Указ 95, ДВ. Бр. 24 от 23 март 2021 г.      |
| САЩ                    | Вашингтон               | (Георги Панайотов)   | извънреден и пълномощен посланик | 7 юни 2022 г.                         | Указ 79, ДВ. бр. 23 от 22 март 2022         |

### Африка
| държава                      | седалище            | представител                | длъжност                         | дата на връчване на акредитивни писма | указ                                        |
| ---------------------------- | ------------------- | --------------------------- | -------------------------------- | ------------------------------------- | ------------------------------------------- |
| Алжир                        | Алжир               | Марияна Бояджиева           | извънреден и пълномощен посланик | 6 април 2023 г.                       | Указ 308, ДВ. Бр. 103 от 24 декември 2022   |
| Мали                         | Алжир, Алжир        | (Румен Петров)              | извънреден и пълномощен посланик | 22 ноември 2022 г.                    | Указ 4, ДВ. Бр. 7 от 24 януари 2020         |
| Нигер                        | Алжир, Алжир        | (Румен Петров)              | извънреден и пълномощен посланик |                                       | Указ 145, ДВ. Бр. 44 от 14 юни 2022         |
| Чад                          | Алжир, Алжир        | (Румен Петров)              | извънреден и пълномощен посланик | 12 февруари 2020 г.                   | Указ 255, ДВ. Бр. 92 от 22 ноември 2019     |
| Египет                       | Кайро               | Деян Катрачев               | извънреден и пълномощен посланик | 15 септември 2021 г.                  | Указ 18, ДВ. Бр. 9 от 2 февруари 2021       |
| Судан                        | Кайро, Египет       | Деян Катрачев               | извънреден и пълномощен посланик | 9 февруари 2023 г.                    | Указ 148, ДВ. Бр.44 от 14 юни 2022          |
| Етиопия                      | Адис Абеба          | Тодор Витев                 | управляващ                       |                                       |                                             |
| Мароко                       | Рабат               | Пламен Цолов                | извънреден и пълномощен посланик | 17 януари 2022 г.                     | Указ 89, ДВ. Бр.24 от 23 март 2021          |
| Нигерия                      | Абуджа              | Янко Йорданов               | извънреден и пълномощен посланик | 1 юни 2021 г.                         | Указ 65, ДВ. бр. 18 от 2 март 2021          |
| Бенин                        | Абуджа, Нигерия     | Янко Йорданов               | извънреден и пълномощен посланик | 10 ноември 2022 г.                    | Указ 180, ДВ. бр. 60 от 20 юли 2021 г.      |
| Гана                         | Абуджа, Нигерия     | Янко Йорданов               | извънреден и пълномощен посланик | 23 ноември 2021 г.                    | Указ 220, ДВ. бр. 74 от 7 септември 2021 г. |
| Екваториална Гвинея          | Абуджа, Нигерия     | Янко Йорданов               | извънреден и пълномощен посланик | 7 април 2022 г.                       | Указ 173, ДВ. бр. 60 от 20 юли 2021 г.      |
| Демократична република Конго | Абуджа, Нигерия     | Янко Йорданов               | извънреден и пълномощен посланик |                                       | Указ 163, ДВ. бр. 77 от 8 септември 2023 г. |
| Република Конго              | Абуджа, Нигерия     | Янко Йорданов               | извънреден и пълномощен посланик | 1 ноември 2022 г.                     | Указ 262, ДВ. бр. 86 от 15 октомври 2021 г. |
| Тунис                        | Тунис               | Веселин Дяков               | извънреден и пълномощен посланик | 6 юли 2021 г.                         | Указ 282, ДВ. Бр. 108 от 22 декември 2020   |
| Мавритания                   | Тунис, Тунис        | Веселин Дяков               | извънреден и пълномощен посланик | 27 април 2023 г.                      | Указ 253, ДВ. Бр.89 от 8 ноември 2022       |
| ЮАР                          | Претория            | Мария Цоцоркова-Каймакчиева | извънреден и пълномощен посланик | 12 октомври 2021 г.                   | Указ 53, ДВ. Бр.17 от 26 февруари 2021 г.   |
| Ангола                       | Претория, РЮА       | Мария Цоцоркова-Каймакчиева | извънреден и пълномощен посланик | 9 март 2022 г.                        | Указ 275, ДВ. Бр.94 от 12 ноември 2021      |
| Ботсвана                     | Претория, РЮА       | Мария Цоцоркова-Каймакчиева | извънреден и пълномощен посланик | 12 април 2022 г.                      | Указ 81, ДВ. Бр.23 от 22 март 2022          |
| Замбия                       | Претория, РЮА       | Мария Цоцоркова-Каймакчиева | извънреден и пълномощен посланик | 5 май 2022 г.                         | Указ 53, ДВ Бр. 12 от 11 февруари 2022      |
| Зимбабве                     | Претория, РЮА       | Мария Цоцоркова-Каймакчиева | извънреден и пълномощен посланик | 11 април 2024 г.                      | Указ 60, ДВ Бр. 15 от 22 февруари 2022      |
| Лесото                       | Претория, РЮА       | Мария Цоцоркова-Каймакчиева | извънреден и пълномощен посланик | 25 август 2022 г.                     | Указ 83, ДВ Бр. 24 от 25 март 2022          |
| Намибия                      | Претория, РЮА       | Мария Цоцоркова-Каймакчиева | извънреден и пълномощен посланик | 11 ноември 2022 г.                    | Указ 222, ДВ Бр. 74 от 7 септември 2021     |
| Кабо Верде                   | Лисабон, Португалия | Иван Найденов               | извънреден и пълномощен посланик | 17 март 2022 г.                       | Указ 177, ДВ Бр. 60 от 20 юли 2021          |

- – Посолство на Република България в Триполи, Либия временно функционира от посолството на България в Тунизийската република

### Океания
| държава       | седалище           | представител  | длъжност                         | дата на връчване на акредитивни писма | указ                                      |
| ------------- | ------------------ | ------------- | -------------------------------- | ------------------------------------- | ----------------------------------------- |
| Австралия     | Канбера            | Енчо Димитров | извънреден и пълномощен посланик | 27 март 2024 г.                       | Указ 222, ДВ. бр. 106 от 22 декември 2023 |
| Нова Зеландия | Канбера, Австралия | Енчо Димитров | извънреден и пълномощен посланик | 31 януари 2025 г.                     | Указ 248, ДВ. бр. 85 от 8 октомври 2024   |

## Генерални консулства и консулства
| държава                    | седалище        | представител          | длъжност         | Решение на МС                     |
| -------------------------- | --------------- | --------------------- | ---------------- | --------------------------------- |
| Великобритания             | Единбург        |                       | консул           |                                   |
| Германия                   | Дюселдорф       |                       | генерален консул |                                   |
| Германия                   | Мюнхен          | Стефан Йонков         | генерален консул | РМС № 176 от 15 март 2024 г.      |
| Германия                   | Франкфурт       | Диана Попова          | генерален консул | РМС № 112 от 15 февруари 2024 г.  |
| Гърция                     | Солун           | Антон Марков          | генерален консул | РМС № 286 от 5 май 2022 г.        |
| Испания                    | Барселона       | Цветелин Цолов        | генерален консул | РМС № 580 от 4 октомври 2019 г.   |
| Испания                    | Валенсия        | Надя Кръстева         | генерален консул | РМС № 598 от 11 август 2022 г.    |
| Италия                     | Милано          | Ана Паскалева         | генерален консул | РМС № 597 от 11 август 2022 г.    |
| Канада                     | Торонто         | Велислава Панова      | генерален консул | РМС № 432 от 26 юни 2020 г.       |
| Китай                      | Шанхай          | Владислав Спасов      | генерален консул | РМС № 142 от 19 февруари 2021 г.  |
| Северна Македония          | Битоля          | Николай Енев Димитров | генерален консул | РМС № 779 от 14 октомври 2022 г.  |
| Молдова                    | Тараклия        | Ангел Маринков        | консул           |                                   |
| Обединени арабски емирства | Дубай           | Станислав Димитров    | генерален консул | РМС № 236 от 30 март 2023 г.      |
| Русия                      | Санкт Петербург | Ангел Антонов         | генерален консул | РМС № 67 от 2 февруари 2018 г.    |
| САЩ                        | Лос Анджелис    | Бойко Христов         | генерален консул | РМС № 666 от 23 септември 2020 г. |
| САЩ                        | Ню Йорк         | Ангел Ангелов         | генерален консул | РМС № 399 от 17 юни 2022 г.       |
| САЩ                        | Чикаго          | Светослав Станков     | генерален консул | РМС № 143 от 19 февруари 2021 г.  |
| Сърбия                     | Ниш             | Димитър Цанев         | генерален консул | РМС № 52 от 27 януари 2020 г.     |
| Турция*                    | Бурса           | Веселин Божилов       | консул           |                                   |
| Турция                     | Истанбул        | Васил Вълчев          | генерален консул | РМС № 124 от 17 февруари 2021 г.  |
| Турция                     | Одрин           | Радослава Кафеджийска | генерален консул | РМС № 672 от 1 октомври 2024 г.   |
| Украйна                    | Одеса           | Светослав Иванов      | генерален консул | РМС № 369 от 5 юни 2020 г.        |
| Франция                    | Лион            | Надя Живкова-Ванева   | генерален консул | РМС № 235 от 30 март 2023 г.      |

- Консулска канцелария към Генералното консулство в Истанбул

## Почетни консулства
| държава                | седалище               | почетен консул                          | решение на МС                                                   |
| ---------------------- | ---------------------- | --------------------------------------- | --------------------------------------------------------------- |
| Австрия                | Залцбург               | арх. Ерио Хофман                        | РМС № 461 от 22 юни 2001 г.                                     |
| Австрия                | Санкт Пьолтен          | Петер Харолд                            | РМС № 374 от 28 май 2015 г.                                     |
| Албания                | Вльора                 | Селим Ходжай                            | РМС № 360 от 10 май 2012 г.                                     |
| Ангола                 | Луанда                 | Арнолд Фрагозо Феррейра                 | РМС № 334 от 14 май 2020 г.                                     |
| Бангладеш              | Дака                   | Н. М. Зияул Хак                         | РМС № 451 от 10 юли 2025 г.                                     |
| Белгия                 | Лиеж                   | Люк Сунье                               | РМС № 554 от 28 септември 2017 г.                               |
| Белгия                 | Гент                   | Елен Йонкиър                            | РМС № 509 от 19 юли 2024 г.                                     |
| Бенин                  | Котону                 | Живко Михайлов Михайлов                 | РМС № 740 от 6 октомври 2022 г.                                 |
| Бразилия               | Белу Оризонте          | Ренато Русеф Прадо                      | РМС № 557 от 31 юли 2014 г.                                     |
| Бразилия               | Флориенаполис          | Ренато Гонсалвес Илиефф                 | РМС № 755 от 21 октомври 2003 г.                                |
| Бразилия               | Ресифе                 | Дурвалино Андреоти                      | РМС № 756 от 31 октомври 2003 г.                                |
| Великобритания         | Белфаст                | Пол Мартин                              | РМС № 346 от 28 юни 2017 г.                                     |
| Венецуела              | Каракас                | Стефан Златаров                         | РМС № 176 от 30 март 2017 г.                                    |
| Гана                   | Акра                   | Николаас Корнелес Матеас Ван Щаалдуйнен | РМС № 317 от 15 юни 2017 г.                                     |
| Гватемала              | Гватемала              | Хуан Карлос Карраско де Грооте          | РМС № 288 от 30 април 2020 г. и РМС № 587 от 20 август 2020 г.  |
| Германия               | Дармщат                | Инго-Ендрик Ланкау                      | РМС № 876 от 4 ноември 2004 г.                                  |
| Германия               | Лайпциг                | Хайко Шмидт                             | РМС № 25 от 12 януари 2023 г.                                   |
| Германия               | Магдебург              | Ралф Карл Хесе                          | РМС № 470 от 26 юни 2006 г.                                     |
| Германия               | Майнц                  | Даниел Гар                              | РМС № 801 от 5 ноември 2020 г.                                  |
| Германия               | Мюнстер                | Вернер Йостмайер                        | РМС № 1038 от 30 декември 2015 г.                               |
| Германия               | Хамбург                | Михаел Томас Фрьолих                    | РМС № 882 от 9 ноември 2022 г.                                  |
| Дания                  | Ебелтофт               | Михаил Делчев                           | РМС № 289 от 30 април 2020 г.                                   |
| Дания                  | Есберг                 | Сьорен Елербек                          | РМС № 305 от 20 април 2023 г.                                   |
| Доминиканска република | Пунта Кана             | Бинка Коцева                            | РМС № 666 от 19 септември 2018 г.                               |
| Салвадор               | Сан Салвадор           | Мигел Алехандро Гайегос Гарсия          | РМС № 366 от 6 юни 2025 г.                                      |
| Еквадор                | Кито                   | проф. д-р Фаусто Винуеса Родригес       | РМС № 775 от 3 декември 2001 г.                                 |
| Естония                | Талин                  | Индрек Лаул                             | РМС № 360 от 25 май 2018 г.                                     |
| Израел                 | Йерусалим              | Мони Леон Бар*                          | РМС № 214 от 6 април 2007 г.                                    |
| Индия                  | Колката                | Вишамбар Саран                          | РМС № 92 от 14 февруари 2005 г.                                 |
| Индия                  | Мумбай                 | Винай Рохидас Патил                     | РМС № 482 от 10 юли 2014 г.                                     |
| Индия                  | Хайдерабад             | Ядугири Киран Кумар                     | РМС № 837 от 17 ноември 2011 г.                                 |
| Испания                | Севилия                | Росио Васкес Руис                       | РМС № 607 от 22 юли 2016 г.                                     |
| Испания                | Сантяго де Компостела  | Сесар Аха Мариньо                       | РМС № 511 от 15 юли 2021 г.                                     |
| Италия                 | Анкона                 | Паоло Мариани                           | РМС № 689 от 10 октомври 2024 г.                                |
| Италия                 | Бари                   | Анна Мария Патриция Гадалета            | РМС № 342 от 23 май 2013 г.                                     |
| Италия                 | Венеция                | Пиер Джовани Козмо                      | РМС № 770 от 12 октомври 2022 г.                                |
| Италия                 | Генуа                  | Микеле Скандрольо                       | РМС № 156 от 23 март 2006 г.                                    |
| Италия                 | Леко                   | Марко Кампанари                         | РМС № 1041 от 20 декември 2012 г.                               |
| Италия                 | Неапол                 | Дженаро Фамилиети*                      | РМС № 53 от 28 януари 2005 г.                                   |
| Италия                 | Болоня                 | Франко Кастелини                        | РМС № 593 от 6 август 2015 г.                                   |
| Италия                 | Торино                 | д-р Джани Мария Сторнело                | РМС № 54 от 28 януари 2005 г. и РМС № 840 от 20 ноември 2020 г. |
| Италия                 | Перуджа                | Антонио Кашанели                        | РМС № 668 от 17 септември 2021 г.                               |
| Италия                 | Палермо                | Фабио Джинопрели                        | РМС № 386 от 6 юни 2024 г.                                      |
| Италия                 | Месина                 | Джовани де Лука                         | РМС № 852 от 30 ноември 2023 г.                                 |
| Исландия               | Рейкявик               | Сигридур Ингварсдотир                   | РМС № 143 от 23 февруари 2012 г.                                |
| Казахстан              | Караганда              | Анвар Осин                              | РМС № 150 от 20 март 2014 г.                                    |
| Канада                 | Ричмънд                | Бьонг Гил Сух                           | РМС № 619 от 19 октомври 2017 г.                                |
| Кипър                  | Лимасол                | Вакис Лоизу                             | РМС № 388 от 22 май 2006 г.                                     |
| Република Конго        | Бразавил               | Жозеф Кристиан Ниамби                   | РМС № 68 от 26 януари 2023 г.                                   |
| Южна Корея             | Бусан                  | Чой Канг Йонг                           | РМС № 658 от 1 септември 2011 г.                                |
| Южна Корея             | Сеул                   | Ким Хи Юн                               |                                                                 |
| Косово                 | Призрен                | Абедин Хасани                           | РМС № 567 от 9 август 2018 г.                                   |
| Коста Рика             | Сан Хосе               | Радка Върбанова                         | РМС № 221 от 7 април 2011 г.                                    |
| Латвия                 | Рига                   | Маирита Солима                          | РМС № 905 от 25 ноември 2005 г.                                 |
| Литва                  | Вилнюс                 | Лауринас Йонушаускас                    | РМС № 685 от 14 ноември 2019 г.                                 |
| Лихтенщайн             | Шаан                   | Хелмут Шверцлер                         | РМС № 743 от 30 октомври 2014 г.                                |
| Люксембург             | Люксембург             | Димитриос Зоис                          | РМС № 947 от 3 декември 2004 г.                                 |
| Мавритания             | Нуакшот                | Юсеф Исмаил Абейдна                     | РМС № 799 от 22 ноември 2024 г.                                 |
| Мавриций               | Ебене                  | Пуман Вишал Рамлал                      | РМС № 15 от 11 януари 2024 г.                                   |
| Мадагаскар             | Антананариво           | Стефана Сбиркова                        | РМС № 961 от 23 декември 2020 г.                                |
| Малайзия               | Куала Лумпур           | Стивън Со Тек То                        | РМС № 167 от 18 март 2003 г.                                    |
| Малта                  | Иклин                  | Кенет Вела                              | РМС № 510 от 19 юли 2024 г.                                     |
| Мароко                 | Казабланка             | Хасан Сентиси Eл Идриси                 | РМС № 667 от 15 юли 2005 г.                                     |
| Мароко                 | Маракеш                | Али Шрайби                              | РМС № 685 от 23 август 2012 г.                                  |
| Мексико                | Сан Педро Гарса Гарсия | Луис Карлос Урсуа Кастильо              | РМС № 8 от 5 януари 2023 г.                                     |
| Мексико                | Хаукалпен де Хуаре     | Дан Тартаковски Олехнович               | РМС № 148 от 7 март 2024 г.                                     |
| Непал                  | Катманду               | Бхола Бикрам Тхапа                      | РМС № 293 от 12 май 2011 г.                                     |
| Нигерия                | Лагос                  | Ачики Чарлз Умуна                       | РМС № 992 от 8 декември 2022 г.                                 |
| Никарагуа              | Манагуа                | Хулио Сезар Авилес Абурто               | РМС № 374 от 3 май 2004 г.                                      |
| Норвегия               | Ставангер              | Кирил Кутин                             | РМС № 195 от 27 март 2025 г.                                    |
| Оман                   | Маскат                 | Мунир Ахмед Сюлейман                    | РМС № 498 от 27 май 2005 г.                                     |
| Пакистан               | Лахор                  | Саад Али Хан                            | РМС № 666 от 3 септември 2015 г.                                |
| Пакистан               | Карачи                 | Аслам Халик                             | РМС № 64 от 2 февруари 2004 г.                                  |
| Пакистан               | Пешавар                | Файсал Рахман                           | РМС № 172 от 22 март 2018 г.                                    |
| Панама                 | Панама                 | Клаудия Любомирова Лисичкова де Мичев   | РМС № 35 от 25 януари 2008 г.                                   |
| Полша                  | Бялисток               | Витолд Карчевски                        | РМС № 606 от 22 юли 2016 г.                                     |
| Полша                  | Гданск                 | Ян Стравински                           | РМС № 667 от 3 септември 2015 г.                                |
| Полша                  | Катовице               | Януш Затон                              | РМС № 161 от 23 март 2017 г.                                    |
| Полша                  | Краков                 | Виеслав Новак                           | РМС № 860 от 29 ноември 2018 г.                                 |
| Португалия             | Санта Мария да Фейра   | Антонио Риош де Аморим                  | РМС № 742 от 30 ноември 2014 г.                                 |
| Румъния                | Тимишоара              | Георги Наков                            | РМС № 845 от 26 ноември 2010 г.                                 |
| Румъния                | Клуж Напока            | Стефаниа Берчу Мартак                   | РМС № 671 от 1 октомври 2024 г.                                 |
| Русия                  | Уфа                    | Ярослав Шрьодер                         | РМС № 375 от 8 юни 2020 г.                                      |
| Сао Томе и Принсипи    | Сао Томе               | Васил Йорданов Червенков                | РМС № 160 от 1 март 2023 г.                                     |
| Сингапур               | Сингапур               | Го Чи Хау Ланкс                         | РМС № 625 от 1 септември 2022 г.                                |
| Сирия                  | Халеб                  | Махер Тунси                             | РМС № 891 от 11 ноември 2004 г.                                 |
| Словения               | Целйе                  | Юре Пучко                               | РМС № 802 от 17 ноември 2021 г.                                 |
| САЩ                    | Бока Ратон             | Стивън Байнър                           | РМС № 296 от 22 април 2005 г.                                   |
| САЩ                    | Бостън                 | Адам Портной                            | РМС № 273 от 3 май 2010 г.                                      |
| САЩ                    | Колумбя                | Доналд Томлин                           | РМС № 581 от 5 септември 2007 г.                                |
| САЩ                    | Лас Вегас              | Робърт Милър                            | РМС № 991 от 22 ноември 2004 г.                                 |
| САЩ                    | Маями                  | Аадрю Маркъс                            | РМС № 830 от 22 ноември 2018 г.                                 |
| САЩ                    | Ню Орлеанс             | Дейвид Корн                             | РМС № 157 от 16 март 2017 г.                                    |
| САЩ                    | Палм Спрингс           | Алън Ливи                               | РМС № 532 от 22 август 2008 г.                                  |
| САЩ                    | Прово                  | Кърк Джоуърз                            | РМС № 907 от 16 ноември 2022 г.                                 |
| САЩ                    | Сакраменто             | Огнян Гаврилов                          | РМС № 733 от 19 октомври 2023 г.                                |
| САЩ                    | Балтимор               | Нийл Голдстийн                          | РМС № 226 от 30 март 2023 г.                                    |
| САЩ                    | Синсинати              | Джордж Вредевелд                        | РМС № 805 от 8 ноември 2018 г.                                  |
| Тайланд                | Банкок                 | Сивасит Лаохапонгчана                   | РМС № 702 от 11 октомври 2024 г.                                |
| Турция                 | Истанбул               | Хасан Акгюн                             | РМС № 936 от 28 декември 2023 г.                                |
| Украйна                | Лвов                   | Виктор Нотевский\|*                     | РМС № 795 от 27 август 2012 г.                                  |
| Унгария                | Кечкемет               | Йордан Бочков                           | РМС № 674 от 17 септември 2021 г.                               |
| Уругвай                | Монтевидео             | Игор Хорхе Светогорски                  | РМС № 750 от 20 септември 2004 г.                               |
| Финландия              | Кеми                   | Маури Юхани Туомиваара                  | РМС № 160 от 18 март 2003 г.                                    |
| Финландия              | Турку                  | Иева Салмела                            | РМС № 24 от 18 януари 2019 г.                                   |
| Филипини               | Манила                 | Рико Паоло А. Ледесма                   | РМС № 395 от 25 май 2023 г.                                     |
| Франция                | Лил                    | Анник Бар                               | РМС № 368 от 13 юни 2008 г.                                     |
| Франция                | Марсилия               | Жан-Мари Рене Мартен                    | РМС № 597 от 3 август 2011 г.                                   |
| Франция                | Тулуза                 | Ронан Ерве Льо Гоф                      | РМС № 472 от 8 август 2013 г.                                   |
| Хаити                  | Порт-о-Пренс           | Ралица Константинова                    | РМС № 1008 от 12 декември 2012 г.                               |
| Хърватия               | Сплит                  | Здравко Плазонич                        | РМС № 25 от 18 януари 2019 г.                                   |
| Черна гора             | Подгорица              | Новица Йовович                          | РМС № 453 от 7 юни 2012 г.                                      |
| Чили                   | Осорно                 | Катя Добрев Хот                         | РМС № 855 от 2 декември 2010 г.                                 |
| Швейцария              | Лугано                 | Фабрицио Мион                           | РМС № 648 от 17 октомври 2008 г.                                |
| Швейцария              | Цюрих                  | д-р Феликс Фишер                        | РМС № 221 от 29 март 2005 г.                                    |
| Шри Ланка              | Коломбо                | Андре Милес Еристус Фернандо            | РМС № 443 от 3 юли 2020 г.                                      |
| Република Южна Африка  | Кейптаун               | Борис Василев                           | РМС № 232 от 15 април 2013 г.                                   |
| Япония                 | Идзумиоцу              | Юдзуру Хирано                           | РМС № 750 от 5 ноември 2014 г.                                  |
| Япония                 | Мория                  | Кадзуо Кавамура                         | РМС № 159 от 1 март 2023 г.                                     |
| Япония                 | Фукуока                | Хироши Мунемаса                         | РМС № 940 от 21 декември 2018 г.                                |

- – Генерален почетен консул

## Обслужващи посолства
- Посолството в Абуджа, Нигерия обслужва следните държави: Гвинея, Гвинея-Бисау, Камерун, Република Конго, Кот д'Ивоар, Сиера Леоне, Габон, Гамбия, Либерия, Сао Томе и Принсипи, Того и Централноафриканска република
- Посолството в Адис Абеба, Етиопия обслужва следните държави: Бурунди, Еритрея, Кения, Руанда, Сейшели, Сомалия, Танзания, Уганда, Джибути и Южен Судан
- Посолството в Алжир, Алжир обслужва следните държави: Буркина Фасо и Нигер
- Посолството в Астана, Казахстан обслужва следните държави: Киргизстан и Таджикистан
- Посолството в Бразилия, Бразилия обслужва следните държави: Гренада и Тринидад и Тобаго
- Посолството в Джакарта, Индонезия обслужва следните държави: Тайланд
- Посолството в Ню Делхи, Индия обслужва следните държави: Бутан
- Посолството в Канбера, Австралия обслужва следните държави: Папуа Нова Гвинея, Тонга, Вануату и Фиджи
- Посолството в Рабат, Мароко обслужва следните държави: Сенегал
- Посолството в Претория, РЮА обслужва следните държави: Мадагаскар, Малави, Мозамбик, Коморски острови, Мавриций и Свазиленд
- Посолството в Ташкент, Узбекистан обслужва следните държави: Киргизстан
- Посолството в Хавана, Куба обслужва следните държави: Антигуа и Барбуда, Аруба, Барбадос, Бахамски острови, Гренада, Доминика и Хаити
- Посолството в Ханой, Виетнам обслужва следните държави: Тайланд

## Временно закрити мисии
С постановление № 190 от 4 юли 2011 г. на Министерския съвет временно се прекратява дейността на задграничните представителства в:
- Каракас, Венецуела[264]
- Сантяго де Чиле, Чили[265]
- Акра, Гана[266]
- Луанда, Ангола[267]
- Вилнюс, Литва
- Талин, Естония
- Бон, Германия
- Новосибирск, Русия[268]

С решение № 992 от 17 декември 2015 г. на Министерския съвет се закрива Постоянното представителство на Република България в ЮНЕСКО, чиито функции се поемат от Посолството на България в Париж.
С решение № 752 от 15 декември 2019 г. на Министерски съвет се прекратява временно дейността на Посолството на Република България в Сана, Република Йемен, считано от 1 януари 2020 г.
С решение № 563 от 29 юни 2022 г. на Министерски съвет се прекратява временно дейността на консулството на Република България  в град Екатеринбург считано от 28 юни 2022 г.